# Liste der Monuments historiques in Vaumas
Die Liste der Monuments historiques in Vaumas führt die Monuments historiques in der französischen Gemeinde Vaumas auf.

## Liste der Objekte
| Bezeichnung                        | Beschreibung                                                 | Standort                       | Kennzeichnung | Schutzstatus | Datum | Bild |
| ---------------------------------- | ------------------------------------------------------------ | ------------------------------ | ------------- | ------------ | ----- | ---- |
| Glocke (Fotos in der Base Palissy) | Bronze, gegossen im 13. Jahrhundert                          | in der Kirche St-Martin (Lage) | PM03000554    | Classé       | 1918  |      |
| Grabplatte                         | Grabplatte für François Lullier, Pfarrer von Vaumas († 1695) | in der Kirche St-Martin (Lage) | PM03000555    | Classé       | 1918  |      |